# Ignacy Feliks Dobrzyński
Ignacy Feliks Dobrzyński (Romanof, 15 de febrer de 1807 – Varsòvia, 9 d'octubre de 1867) fou un pianista i compositor polonès. Era fill del també violinista i compositor Ignacy Dobrzyński.
Fou amic i company d'estudis de Chopin, i aquesta amistat influí sens dubte en l'avenir d'ambdós compositors, ja que a tots dos s'hi nota la mateixa tendència envers la novetat i vers la dignificació de l'art patri. Primerament es dedicà a l'ensenyança del piano, de 1845 a 1846 donà concerts a les principals ciutats d'Alemanya i després fou professor a Varsòvia i director del teatre de l'òpera d'aquella capital.
La seva obra més important és el cant Swiety Boze (¡Oh Sant Déu!) considerat com un dels himnes nacionals de Polònia. A més, va escriure melodies per a cant i piano, nocturns, poloneses, sonates, simfonies, etc., i una òpera titulada Monbar czyli Flibustierowie.